# 冠岩螺
冠岩螺（学名：Mancinella hippocastanum），是新腹足目骨螺科丝岩螺属的一种。主要分布于中国大陆、越南、台湾，常栖息在潮间带。